# Puchar Pokoju i Przyjaźni 1974
Sezon 1974 Pucharu Pokoju i Przyjaźni – dwunasty sezon Pucharu Pokoju i Przyjaźni.
Mistrzostwo wśród samochodów turystycznych wywalczyli Jaroslav Bobek i Czechosłowacja, a wśród samochodów wyścigowych Karel Jílek i Czechosłowacja.

## Kalendarz wyścigów
Źródło: puru.de
| Runda | Data         | Tor                  | Klasa | Pole position    | Najszybsze okrążenie | Zwycięzca (kierowcy) | Zwycięzca (zespoły) |
| ----- | ------------ | -------------------- | ----- | ---------------- | -------------------- | -------------------- | ------------------- |
| 1     | ?            | Mińsk                | A2    | ?                | ?                    | Jaroslav Bobek       | Czechosłowacja      |
| 1     | ?            | Mińsk                | C9    | Jiří Rosický     | ?                    | Karel Jílek          | Czechosłowacja      |
| 2     | ?            | Most                 | A2    | ?                | ?                    | Jaroslav Bobek       | Czechosłowacja      |
| 2     | ?            | Most                 | C9    | Albín Patlejch   | ?                    | Albín Patlejch       | Czechosłowacja      |
| 3     | 2–4 sierpnia | Schleiz              | A2    | ?                | Milan Žid            | Jaroslav Bobek       | Czechosłowacja      |
| 3     | 14–15 lipca  | Hohenstein-Ernstthal | C9    | odwołany         | odwołany             | odwołany             | odwołany            |
| 4     | ?            | Toruń                | A2    | Oldřich Brunclik | ?                    | Jaroslav Bobek       | ZSRR                |
| 4     | ?            | Toruń                | C9    | Wolfgang Küther  | ?                    | Ulli Melkus          | NRD                 |

## Klasyfikacja
| Legenda oznaczeń w tabelach wyników Wyświetl szablon na nowej stronie | Legenda oznaczeń w tabelach wyników Wyświetl szablon na nowej stronie                                                                     |
| Oznaczenie                                                            | Wyjaśnienie |
| --------------------------------------------------------------------- | --- |
| Złoty                                                                 | Zwycięzca lub mistrzostwo |
| Srebrny                                                               | 2. miejsce lub wicemistrzostwo |
| Brązowy                                                               | 3. miejsce lub II wicemistrzostwo |
| Zielony                                                               | Ukończył, punktował (w klasyfikacji generalnej, gdy zdobył co najmniej jeden punkt na przestrzeni sezonu, poza trzema powyższymi opcjami) |
| Niebieski                                                             | Ukończył, nie punktował (w klasyfikacji generalnej, gdy nie zdobył co najmniej jednego punktu na przestrzeni sezonu)                      |
| Czerwony                                                              | Nie zakwalifikował się (NZ) |
| Czerwony                                                              | Nie prekwalifikował się (NPK) |
| Różowy                                                                | Nie ukończył (NU) |
| Różowy                                                                | Niesklasyfikowany (NS) (w klasyfikacji generalnej, gdy nie został sklasyfikowany w żadnym wyścigu sezonu)                                 |
| Czarny                                                                | Zdyskwalifikowany (DK) |
| Czarny                                                                | Wykluczony (WYK/EX) |
| Biały                                                                 | Nie wystartował (NW) |
| Biały                                                                 | Kontuzjowany (K/INJ) |
| Biały                                                                 | Wyścig odwołany (OD/C) |
| Bez koloru                                                            | Został wycofany (WYC/WD) |
| Bez koloru                                                            | Nie przybył (NP/DNA) |
| Bez koloru                                                            | Nie brał udziału w treningach (NT/DNP) |
| Bez koloru                                                            | Nie został zgłoszony (–) |
| Pogrubienie                                                           | Start z pole position |
| Kursywa                                                               | Najszybsze okrążenie wyścigu |
| †                                                                     | Nie ukończył, ale jego rezultat został zaliczony ze względu na przejechanie więcej niż 90% dystansu wyścigu.                              |
| *                                                                     | Sezon w trakcie |
| 1/2/3                                                                 | Punktowana pozycja w sprincie kwalifikacyjnym                                                                                             |
| Lista systemów punktacji Formuły 1                                    | |

### Samochody turystyczne

#### Kierowcy
| Poz. | Kierowca         | MNS | MST | SLZ | TOR | Punkty |
| ---- | ---------------- | --- | --- | --- | --- | ------ |
| 1    | Jaroslav Bobek   | 1   | 1   | 1   | 1   | 150    |
| 2    | Milan Žid        | 2   | 3   | 2   | ?   | 135    |
| 3    | Oldřich Brunclik | 3   | 2   | 3   | ?   | 132    |
| 4    | Bernd Zimmermann | 8   | 6   | 10  | 4   |        |

#### Zespoły
| Miejsce | Zespół         | Punkty |
| ------- | -------------- | ------ |
| 1       | Czechosłowacja | 417    |
| 2       | NRD            | 334    |
| 3       | ZSRR           | 326    |
| 4       | Polska         | 310    |
| 5       | Bułgaria       | 92     |

### Samochody wyścigowe

#### Kierowcy
| Poz. | Kierowca    | MST | MNS | TOR | Punkty |
| ---- | ----------- | --- | --- | --- | ------ |
| 1    | Karel Jílek | 1   | 3   | 2   | 146    |
| 2    | Ulli Melkus | 2   | 2   | 1   | 146    |
| 3    | Jiří Šmíd   | 3   | 10  | 3   | 126    |

#### Zespoły
| Miejsce | Zespół         | Punkty |
| ------- | -------------- | ------ |
| 1       | Czechosłowacja | 392    |
| 2       | NRD            | 365    |
| 3       | ZSRR           | 346    |
| 4       | Polska         | 249    |